# Charlie Brown (canção)
"Charlie Brown" é uma canção da banda britânica de rock alternativo Coldplay. Ela foi escrita por todos os membros da banda para seu quinto álbum de estúdio, Mylo Xyloto. O título da música é uma referência ao personagem de mesmo nome do desenho animado Peanuts.
Foi lançado como terceiro single de Mylo Xyloto, já tendo sido lançado como single promocional nas rádios da Suíça, em 21 de novembro de 2011.

## Faixas
- Single promocional

1. "Charlie Brown" – 3:45

## Desempenho nas paradas musicais
| Tabela musical (2011–12)                                | Melhor posição |
| ------------------------------------------------------- | -------------- |
| Austrália (ARIA)                                        | 78             |
| Bélgica (Ultratip Bubbling Under da Valônia)            | 2              |
| Bélgica (Ultratip Bubbling Under de Flandres)           | 2              |
| Brasil (Billboard Brasil Hot 100)                       | 41             |
| Brasil (Hot Pop Songs)                                  | 11             |
| Comunidade dos Estados Independentes (Tophit)           | 127            |
| Escócia (Scottish Singles Chart)                        | 16             |
| Eslováquia (Rádio Top 100)                              | 52             |
| Estados Unidos (Billboard Alternative Airplay)          | 15             |
| Estados Unidos (Billboard Adult Alternative Songs)      | 4              |
| Estados Unidos (Bubbling Under Hot 100 Singles)         | 10             |
| Estados Unidos (Billboard Hot Rock & Alternative Songs) | 23             |
| França (SNEP)                                           | 148            |
| Irlanda (IRMA)                                          | 20             |
| Islândia (RÚV)                                          | 7              |
| Israel (Media Forest)                                   | 4              |
| México (Ingles Airplay)                                 | 7              |
| Países Baixos (Dutch Top 40)                            | 25             |
| Reino Unido (UK Singles Chart)                          | 22             |
| Venezuela (Pop Rock General — Record Report)            | 11             |

## Certificações
| Irlanda (IRMA) | 3× Platina | 45.000^  |
| Itália (FIMI) | Ouro       | 15.000*  |
| Reino Unido (BPI) | Ouro       | 400.000‡ |
| * Número de vendas definido com base apenas no nível de certificação. ^ Número de embarques definido com base apenas no nível de certificação. ‡ Número de vendas + streaming definido com base apenas no nível de certificação. |            |          |

## Histórico de lançamento
| País           | Data                   | Formato                        |
| -------------- | ---------------------- | ------------------------------ |
| Suíça          | 21 de novembro de 2011 | Contemporary Hit Radio airplay |
| Reino Unido    | 18 de dezembro de 2011 | Emi CD Download Single         |
| Reino Unido    | 18 de dezembro de 2011 | Contemporary Hit Radio airplay |
| Estados Unidos | 18 de dezembro de 2011 | Contemporary Hit Radio airplay |